# ISO 3166-2:BB
ISO 3166-2:BB는 지리 식별 부호(geocode)를 정의하는 ISO 표준인 ISO 3166-2의 일부이며, 바베이도스에 적용된다. 11개의 교구가 하부 부호를 할당받았다. 하부 코드는 2자리의 숫자로 쓴다. BB는 ISO 3166-1에서 할당된 국가 코드를 사용한다.

## 식별 부호

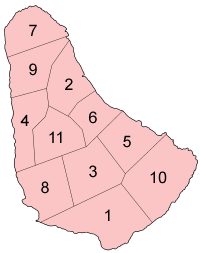
ISO 3166-2 코드가 붙여진 바베이도스의 지도.

| 코드  | 행정 구역        |
| ----- | ---------------- |
| BB-01 | 크라이스트처치구 |
| BB-02 | 세인트앤드루구   |
| BB-03 | 세인트조지구     |
| BB-04 | 세인트제임스구   |
| BB-05 | 세인트존구       |
| BB-06 | 세인트조지프구   |
| BB-07 | 세인트루시구     |
| BB-08 | 세인트마이클구   |
| BB-09 | 세인트피터구     |
| BB-10 | 세인트필립구     |
| BB-11 | 세인트토머스구   |